# Willi Umminger
Willi Umminger (* 7. Mai 1891 in Heidelberg; † 25. April 1967 in Frankfurt am Main) war ein deutscher Schauspieler und Hörspielsprecher.

## Leben
Umminger debütierte 1914 am Theater in Gera, wo er bis 1917 ein Engagement hatte. Danach spielte er in Berlin, von 1919 bis 1923 in Frankfurt am Main und von 1924 bis 1926 in Aachen, wo er ab 1925 auch Regie führte. Nach kurzem Aufenthalt in Mainz ging er 1928 nach Köln, wo er bis 1935 tätig war.
Umminger spielte ab 1937 an den Städtischen Bühnen Düsseldorf und arbeitete bis 1949 für den Südwestfunk in Baden-Baden. Von 1948 bis 1952 war er am Städtischen Theater Mainz beschäftigt, danach am Kleinen Theater im Zoo. 1954 bis 1955 stand er auch für einen Teil der Spielzeit im Deutschen Schauspielhaus in Hamburg auf der Bühne, danach ab 1955 beim Intimen Theater Frankfurt im dortigen Opernhaus.
Nachdem er bereits in Mainz und Frankfurt die Titelfigur der Darmstädter Lokalposse Datterich gespielt hatte, übernahm er diese Rolle auch für die Hessische Spielgemeinschaft anlässlich der 625-Jahr-Feier der Stadt Darmstadt und zum Heinerfest 1955.
Umminger war mit der Schauspielerin Hilde Westermann verheiratet.

## Filmografie (Auswahl)
- 1949: Mordprozess Dr. Jordan
- 1950: Wenn eine Frau liebt
- 1954: Undine (Fernsehfilm)
- 1956: Schinderhannes (Fernsehfilm)
- 1957: Der Banditendoktor (Fernsehfilm)
- 1958: Der Datterich (Fernsehfilm)

## Hörspiele (Auswahl)
- 1930: Hans Kyser: Prozeß Sokrates. Hörspiel in vier Akten (Sokrates) – Regie: Rudolf Rieth (Original-Hörspiel – Westdeutsche Rundfunk AG (WERAG))
- 1931: Karlaugust Düppengießer: Toter Mann. Uraufführung (Vater Rader) – Regie: Ernst Hardt (Originalhörspiel – WERAG)
- 1947: Robert Walter: Sokrates. Die große Hebammenkunst (Sokrates) – Bearbeitung und Regie: Arthur Georg Richter (Hörspielbearbeitung – SWF)
- 1947: Charles Dickens: Weihnachtsabend (Scrooge) – Regie: Gerd Beermann (Hörspielbearbeitung – SWF)
- 1947: Hermann Bahr: Das Konzert (Heink) – Bearbeitung und Regie: Karl Peter Biltz (Hörspielbearbeitung – SWF)
- 1950: Josef Martin Bauer: Das Gerücht (Der Bürgermeister jener kleinen Stadt) – Regie: Karlheinz Schilling (Originalhörspiel – HR)
- 1952: Ludwig Berger: Das kleinere Übel (Ludwig, Großherzog) – Regie: Theodor Steiner (Hörspielbearbeitung – HR)
- 1952: Joachim Ringelnatz: Die Flasche (Grischa) – Regie: Fränze Roloff (Hörspielbearbeitung – HR)
- 1952: Grete Teege: Freispruch mangels Beweises (Vorsitzender) – Regie: Fränze Roloff (Originalhörspiel, Dokumentarhörspiel – HR)
- 1952: Christian Bock: Der Desillusionist (Professor Oertel) – Regie: Rudolf Rieth (Originalhörspiel – HR)
- 1952: Dorothy L. Sayers: Es geschah im Bellona-Club (Mr. Murbles, Rechtsanwalt) – Regie: Fränze Roloff (Hörspielbearbeitung, Kriminalhörspiel – HR)
- 1952: Kurd E. Heyne: Kaspar Hauser (Anselm Ritter von Feuerbach) – Regie: Theodor Steiner (Originalhörspiel – HR)
- 1953: Wolf Schmidt: Prokurist a. D. Hesselbach, Büro für Lebensberatung. Heitere Familienserie und Alltagsparodie in Frankfurter Mundart (3. Folge: Der gute Feind) (Wücklinger) – Regie: Otto Stadler (Originalhörspiel – HR)
- 1954: Ernst Elias Niebergall: Der tolle Hund (Metzger Knippelius) – Bearbeitung und Regie: Wolf Schmidt (Hörspielbearbeitung, Mundarthörspiel – HR)
- 1954: Nikolai Semjonowitsch Leskow: Der Toupetkünstler (Vagabund) – Regie: Fränze Roloff (Hörspielbearbeitung – HR)
- 1955: Friedrich Schiller: Wilhelm Tell (Jost von Weiler) – Bearbeitung und Regie: Gustav Rudolf Sellner (Hörspielbearbeitung – HR)
- 1961: Rainer Simons: Der Theaterdirektor und der Weltfrieden (Molitor, Schutzmann) – Regie: Ulrich Lauterbach (Hörspielbearbeitung – HR)

Quelle: ARD-Hörspieldatenbank